# Loenen (Apeldoorn)
Loenen (niederdeutsch Loen) ist ein Dorf in der niederländischen Gemeinde Apeldoorn in der Provinz Gelderland.
Loenen besteht aus zwei Teilen, die in der Vergangenheit, nachweislich seit dem Jahr 838, unter den Bezeichnungen Lona und Sulvalda, der heutige Ortsteil Zilven, bekannt waren. Loenen war bis 1818 eine selbstständige Gemeinde.
In Loenen befindet sich der Ehrenfriedhof Ereveld Loenen, auf dem rund 4000 Opfer des Zweiten Weltkriegs bestattet sind.